# Civita (Italia)
Civita (Çifti in arbëresh) è un comune italiano di 785 abitanti della provincia di Cosenza in Calabria.
A 450 m s.l.m., all'interno della riserva naturale Gole del Raganello e nel cuore del parco nazionale del Pollino, è tra le storiche comunità albanesi d'Italia (arbëreshët).
Nel paese si mantengono le antiche tradizioni del popolo albanese, come la lingua, il rito religioso ed i costumi tradizionali.

## Geografia fisica

### Territorio
Posto in zona prevalentemente collinare, si trova nel nord-est della Calabria, affacciato sul mar Ionio. Situato in un altopiano a strapiombo, sulle gole del fiume Raganello, ed è la porta al parco nazionale del Pollino per i visitatori provenienti da Puglia, Calabria e Sicilia.

## Origini del nome
Diverse sono le ipotesi sull'origine del nome della città. Alcuni affermano che derivi dalla lingua albanese moderna "çifti" (coppia), o anche da "qifti" (aquila), vista l'origine dei suoi abitanti, che provenivano dall'Albania, il paese delle aquile, oltre che dal rilievo e morfologia del territorio in cui sorge l'insediamento, nascosto tra le rocce come un "nido d'aquila". Ma c'è chi pensa che derivi dal latino "civitas" (città).

## Storia

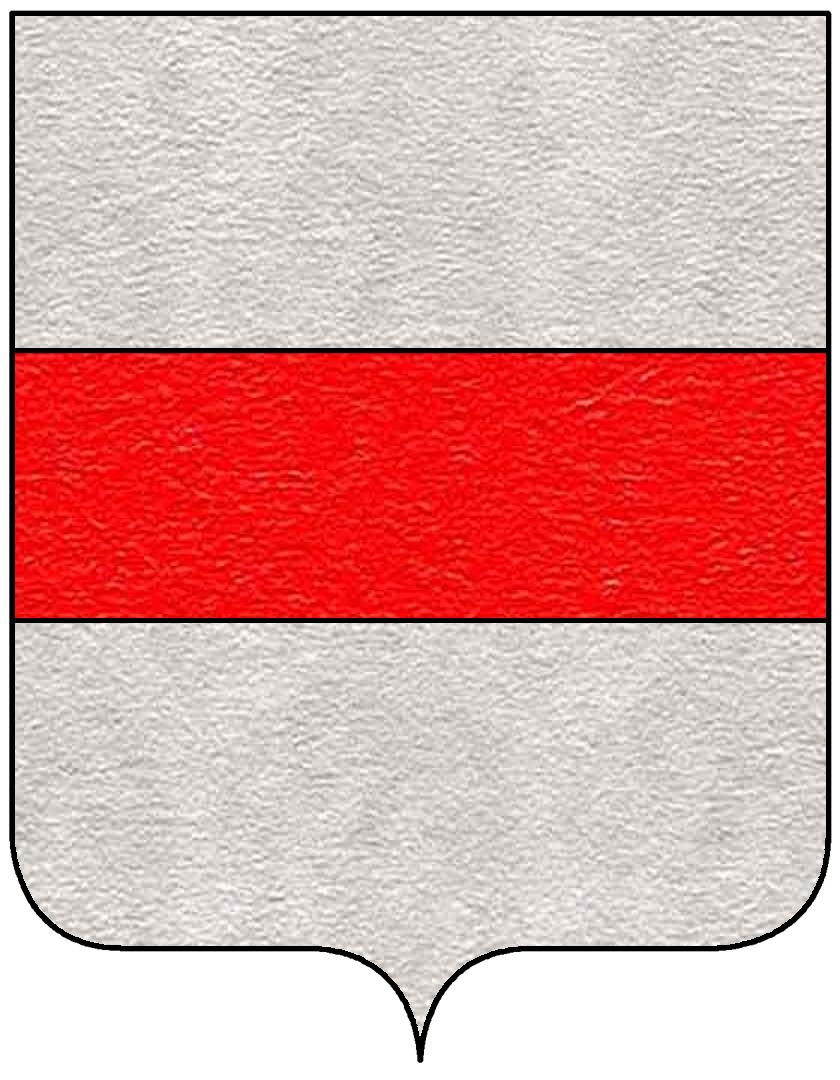
Stemma della famiglia Sanseverino

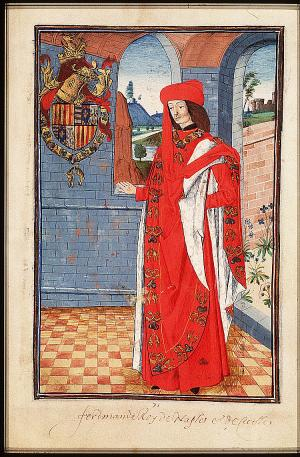
Ferdinando d'Aragona, raffigurato come membro dell'Ordine del Toson d'oro

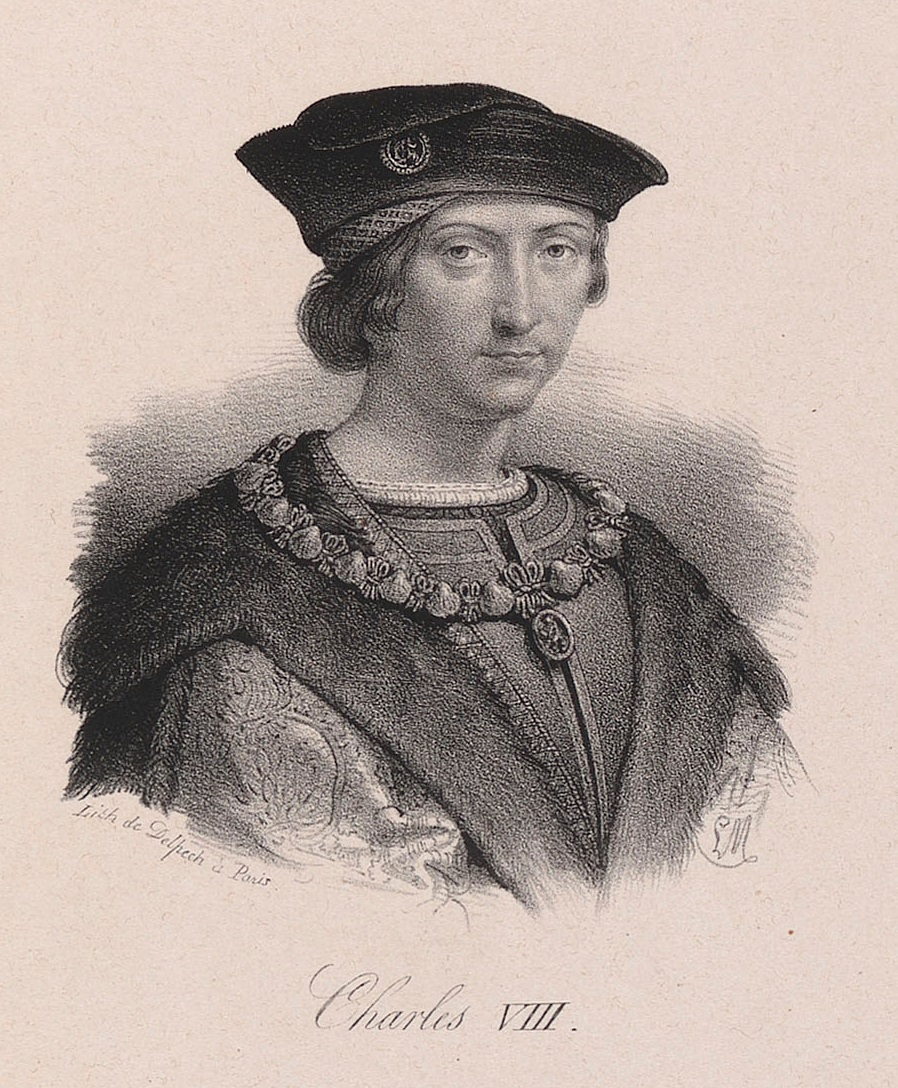
François-Séraphin Delpech: Carlo VIII di Valois

Il centro abitato di Civita, sembra essere sorto intorno all’anno 1000, ad opera della gente di Cassano all'Ionio in fuga dalle incursioni dei saraceni di Sicilia. Denominato "Castrum Sancti Salvatoris", nel 1456 un violento terremoto rase al suolo il borgo costringendo gli abitanti ad abbandonarlo; restava solo il rudere di una cappella che si poteva vedere ancora nella prima metà del XIX secolo.
Il 26 marzo del 1463, Luca Sanseverino, 3º duca di San Marco, acquistò dal re di Napoli, Ferdinando I d'Aragona, per 20.000 ducati il feudo di Bisignano, divenendo il 1º principe di Bisignano. Il feudo comprendeva anche il territorio dove ora sorge il paese ( in Arbëreshë Katundë) di Civita.
Nel 1470 Luca Sanseverino morì; gli subentrò suo figlio Girolamo, il quale svolse un ruolo molto importante nell'insediamento degli albanesi nelle sue terre, creando loro agevolazioni fiscali.
È difficile risalire a una data precisa dell'insediamento degli albanesi in paese; probabilmente i primi di loro giunsero tra il 1471 e il 1479, ma erano considerati solamente "avventori del paese" e non abitanti permanenti.
Nel 1485, Girolamo Sanseverino, 2º principe di Bisignano, spinto da suo cugino Antonello Sanseverino, principe di Salerno, aderì ad una congiura contro Ferdinando I d'Aragona, Re di Napoli. Questa congiura si concluse nel 1487. Girolamo Sanseverino venne arrestato e i suoi beni confiscati, compreso il Casale di Civita, e incamerati nei possedimenti del Regno di Napoli.
Negli anni 1487/1488, il re di Napoli Ferdinando I d’Aragona, concesse il casale di Civita al capitano di ventura "messer Giorgio greco"  (o Giorgio Raglia, conosciuto anche come Giorgio Paleologo Assan) in qualità di "Signore munifico dai grandi meriti per aver svolto l'opera di pacificazione del regno". Si presume che sia stato lui a condurre gli Albanesi a Civita.  La tradizione ci tramanda che questi albanesi abbiano edificato i loro pagliari nell’attuale rione Magazzeno, dove sorgeva il rudere della cappella dedicata al Santissimo Salvatore.
Nel 1495 il Re Carlo VIII di Francia scese con le sue armate in Italia dando inizio alle cosiddette guerre d'Italia. Il 22 febbraio 1495 entrò a Napoli, approfittando della fuga di Ferdinando II d'Aragona, e si fece incoronare Re di Napoli. Nel suo breve regno (dal 22 febbraio 1495 al 6 luglio 1495) ristabilì nei titoli Bernardino Sanseverino, figlio di Girolamo e 3º Principe di Bisignano. Con l’atto del 1º maggio del 1495 i Sanseverino tornavano ad essere proprietari anche del Casale di Civita.
Durante l’esistenza di Bernardino Sanseverino, furono effettuati due censimenti, così che nel 1503 Civita venne censito per 19 pagliari e nel 1508 per 18 fuochi.
Nel 1516 Bernardino Sanseverino mori e gli successe il figlio Pietro Antonio; con lui continuò l’appoggio dei principi di Bisignano agli Arbëreshë. Nel 1539 Pietro Antonio sposò Irene Castriota, pronipote di Giorgio Castriota Scanderbeg.
Nel 1543, Civita venne censito per 27 fuochi, nello stesso censimento vennero registrati i seguenti cognomi: Belluscia, Blunetto o Brunetto, Bua, Camideca, Costa, Draina, Ferraro, Greco, Gulè, Lanza, Manisi, Saxaro, Scellizia, Truppa.
Pietro Antonio Sanseverino morì nel 1559; a succedergli fu suo figlio, ancora minorenne, Niccolò Sanseverino. La carestia del '500 fu tanto devastante in Calabria, che Irene Castriota, tutrice del figlio Niccolò, il 23 luglio del 1561 decretò che venissero costituiti dei "magazzini universali", contenenti almeno 1000 tomoli di grano. Dal censimento del 1566 a Civita risultano censiti 173 fuochi, mentre nel 1567 furono censiti 148 fuochi.
Nel 1572 Niccolò Sanseverino, divenuto maggiorenne, vendette il feudo di Civita a Francesco Campolongo (anche Campilongo) di Altomonte.
Il 23 giugno del 1603, Dimitrio Michele Belluscio de Thodaro e Pietro de Martino, albanesi di Civita, acquistarono il casale di Civita per la somma di 4300 ducati.
Successivamente il Katundë di Civita continuò a vivere in una situazione di incertezza, passando da una mano all'altra: nel 1613 lo troviamo in possesso di Tiberio d'Urso di Belvedere per la somma di 4.300 ducati; il 20 marzo del 1624 il feudo di Civita venne acquistato da Luigi Sanseverino,  7º conte di Saponara e 7º Principe di Bisignano; infine, il 1º ottobre 1631, Civita venne acquistato da Giovanni Serra la cui famiglia ne restò in possesso fino all'eversione della feudalità.
Nel 1741, Civita contava 231 fuochi albanese e 43 fuochi latini per un totale di 1.233 persone. I rioni erano 12: Aleijanna, Blumetti, Castellano, Consolazione, D’Agostino, Dorsa, La Cattiva, Marchianò, Mortati, Placco, Sciesci e Zuccaro.
L'ordinamento amministrativo disposto dai francesi per legge 19 gennaio 1807 ne faceva Luogo, ovvero Università, nel Governo di Cassano. Con il decreto del 4 maggio 1811, istitutivo di Comuni e Circondari veniva dichiarato Comune e così confermato dalla sistemazione data dal Borbone per legge 1º maggio 1816.
A Civita è parlata ancora correntemente la lingua arbëreshe, infatti i suoi abitanti fanno parte della minoranza etnica e linguistica albanese d'Italia, riconosciuta e tutelata dallo stato italiano. Il comune di Civita è stato tra i primi a istituire lo sportello linguistico comunale (previsto dalla Legge 482/99) per la tutela e lo sviluppo del proprio patrimonio etno-linguistico.
L'impronta orientale è evidente soprattutto nelle sue chiese, le quali appartengono alla circoscrizione della Chiesa cattolica italo-albanese dell'Eparchia di Lungro. La più importante è quella di Santa Maria Assunta, dove vengono celebrate le funzioni liturgiche greco-bizantine e mantengono la simbologia cristiano orientale in greco della tradizione e in albanese, con i paramenti sacri orientali, le sacre icone, i mosaici e l'iconostasi.

## Monumenti e luoghi d'interesse

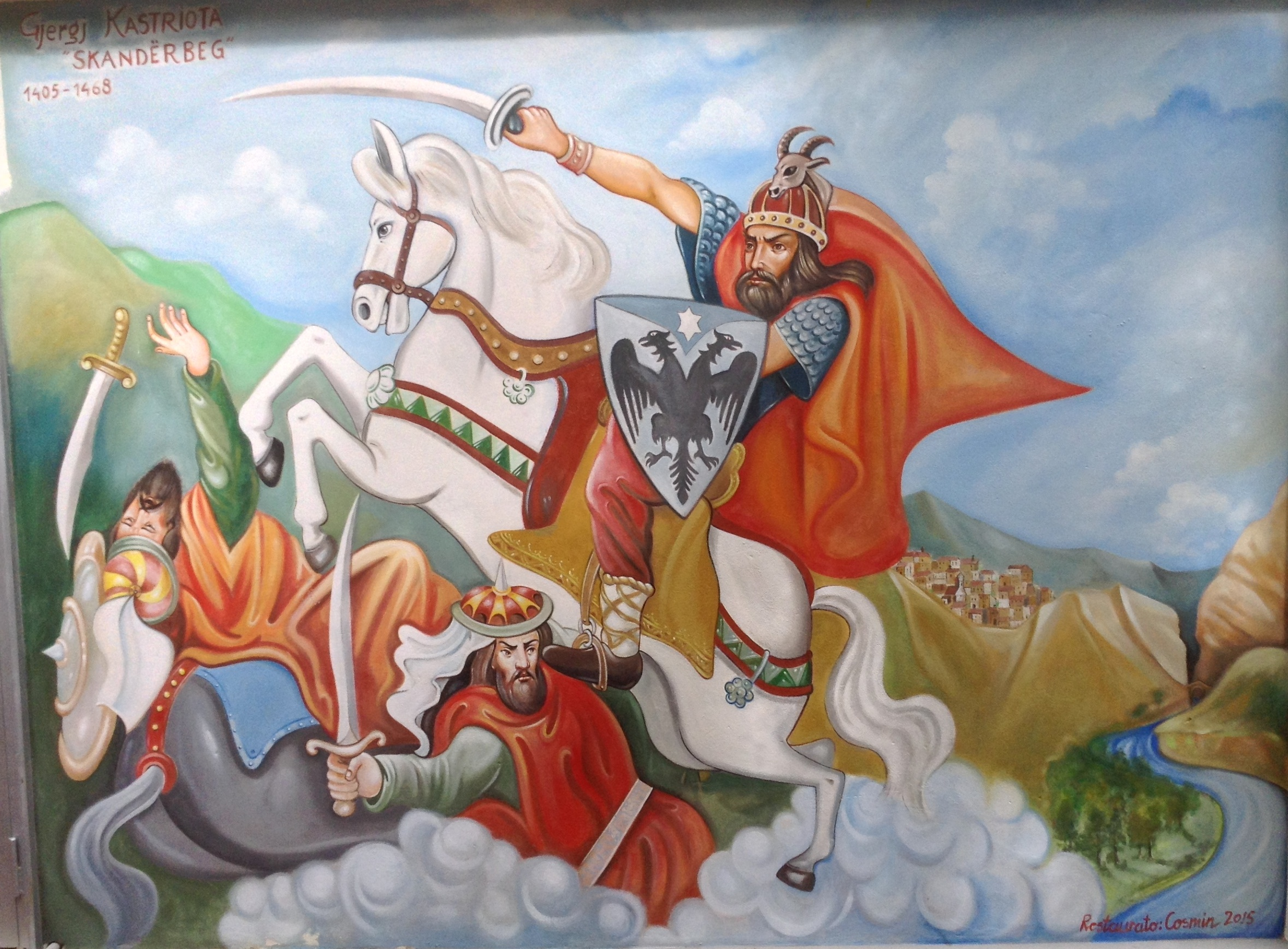
Murales di Giorgio Castriota Scanderbeg

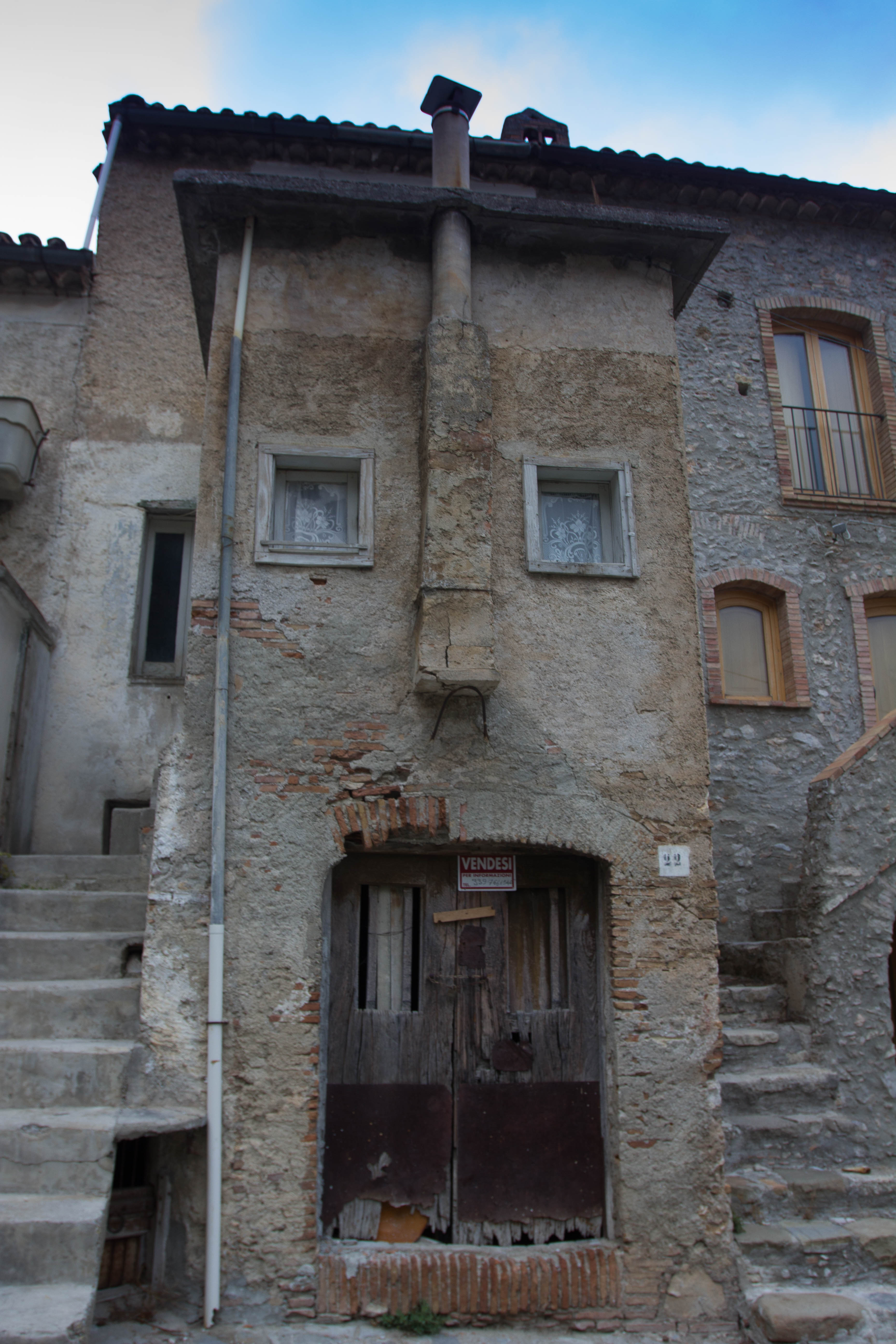
Casa Kodra

Civita ha una tipica struttura urbanistica fatta di rioni in forma di scheshio, con stradine e abitazioni articolate secondo schemi di autodifesa. Questa struttura segue direttive parallele importate dalla terra di origine ed è presente nei principali rioni di cui Sant’Antonio è il più antico, le piazze, il Magazzeno e la chiesa. Il centro antico è organizzato in quattro nuclei basilari socialmente solidi e indivisibili. L'insieme si compone di una serie di sottogruppi sociali che lega la propria origine al concetto di famiglia allargata cannuniana, il luogo dei cinque sensi Gjitonia, essa con lo svolgersi del tempo ha assunto la funzione di istituto per la ricerca dell'antico ceppo familiare in ogni ambito non definibile, in quanto consuetudine, si riuniscono prevalentemente donne e giovani a conversare e ideare strategie di lavoro o prospettive da realizzare. La gjitonia è una sorta di riverbero simile ai cerchi concentrici che nascono, quando una pietra colpisce la superficie dell'acqua. Parte dal tepore del camino e si espande lungo strade, vicoli e piazze, sino a raggiungere tutti i partecipanti al gruppo, per vivificare sempre i cinque sensi.
Caratteristici della macro area dove Civita è allocata come in altre aree geografiche dello stesso versante sono i comignoli e le “case antropomorfe", fenomeno edilizio del dopoguerra, soprannominate "case Kodra" in onore di Ibrahim Kodra. I comignoli decorati sono quasi delle opere d’arte a scopo mistico. Dovevano impedire alla malasorte di entrare nelle case attraverso l'apertura del camino. Non si sa quando sia cominciata l’usanza di innalzare comignoli imponenti, dalle forme originali e fantasiose, diversi per ogni casa, secondo l’estro del mastro muratore. Il comignolo era come la firma per una nuova abitazione, di cui diventava anche una specie di totem, con la funzione non solo di aspirare il fumo dal focolare, ma anche di tenere lontani gli spiriti maligni. Sono una cinquantina i comignoli storici, costruiti probabilmente tra fine Seicento e inizio Novecento.
Costruzione caratteristica legata a una leggenda è il cosiddetto Ponte del Diavolo, legato anche al Parco nazionale del Pollino.

### Architetture religiose

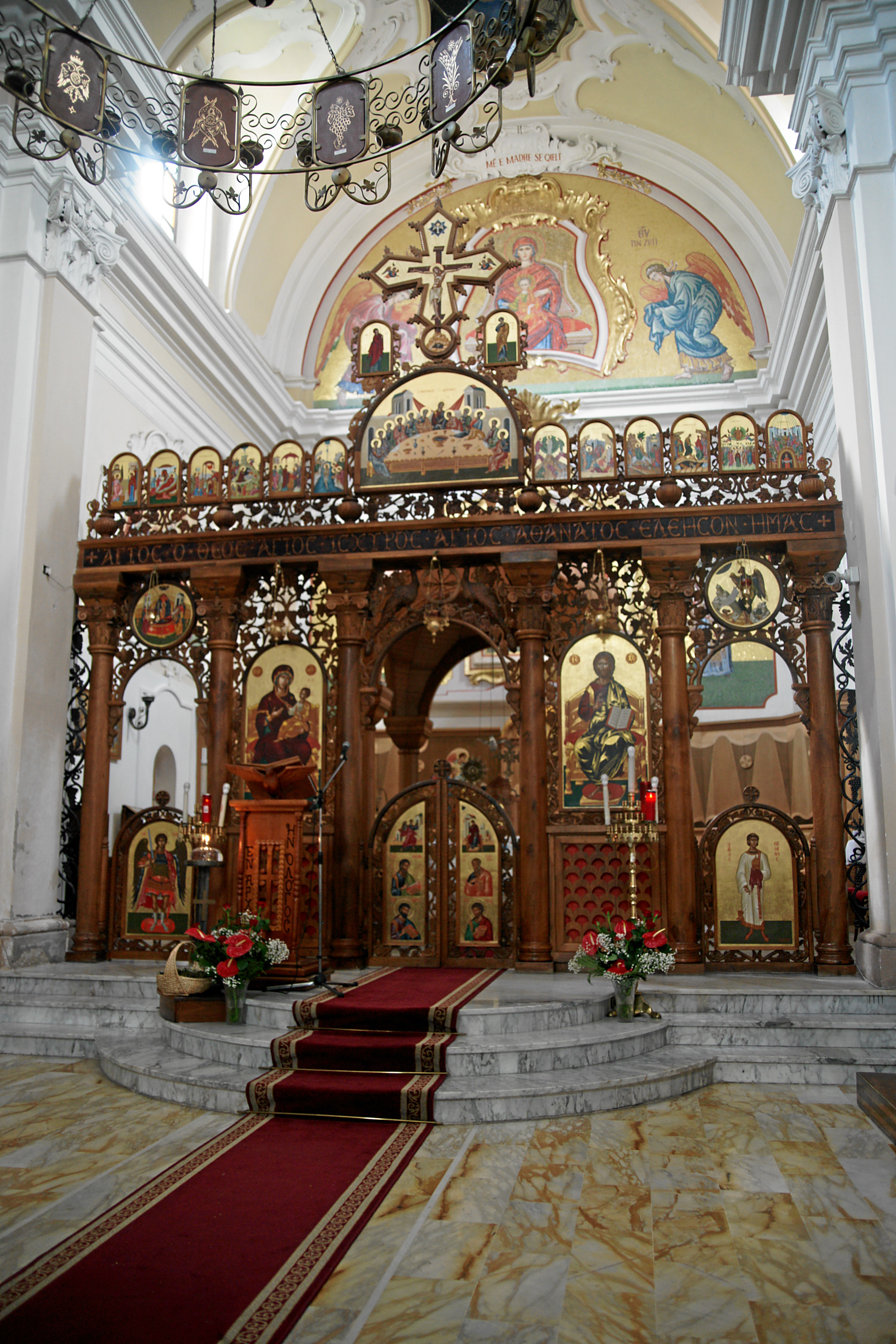
Chiesa Madre italo-albanese di rito bizantino, iconostasi

Nel centro storico, oltre alla cappella di Sant’Antonio e a quella cinquecentesca di Santa Maria della Consolazione, è presente la parrocchiale di Santa Maria Assunta, costruita in stile barocco nella seconda metà del XVI secolo. L’impianto è orientale: guarda verso il sorgere del sole e reca i simboli e le forme della teologia bizantina (l’iconostasi, l’altare quadrato, le icone e gli affreschi). Qui si celebra la liturgia bizantina in lingua albanese, perché gli albanesi stabilitisi in Italia hanno portato con sé la fede della Madreterra. Interessante è un organo Settecentesco ai lati del coro, sono da vedere le cappelle della Consolazione e di Sant'Antonio, del XVI secolo. Le icone del Cristo Pantokràtor e della Vergine Odigitria sono state dipinte dal maestro iconografo Alfonso Caccese, quelle delle dodici feste dell’anno liturgico sono giunte da Atene.

### Architetture civili
Nel centro storico emergono vari comignoli che simboleggiano lo status sociale delle famiglie albanesi.

### Aree naturali

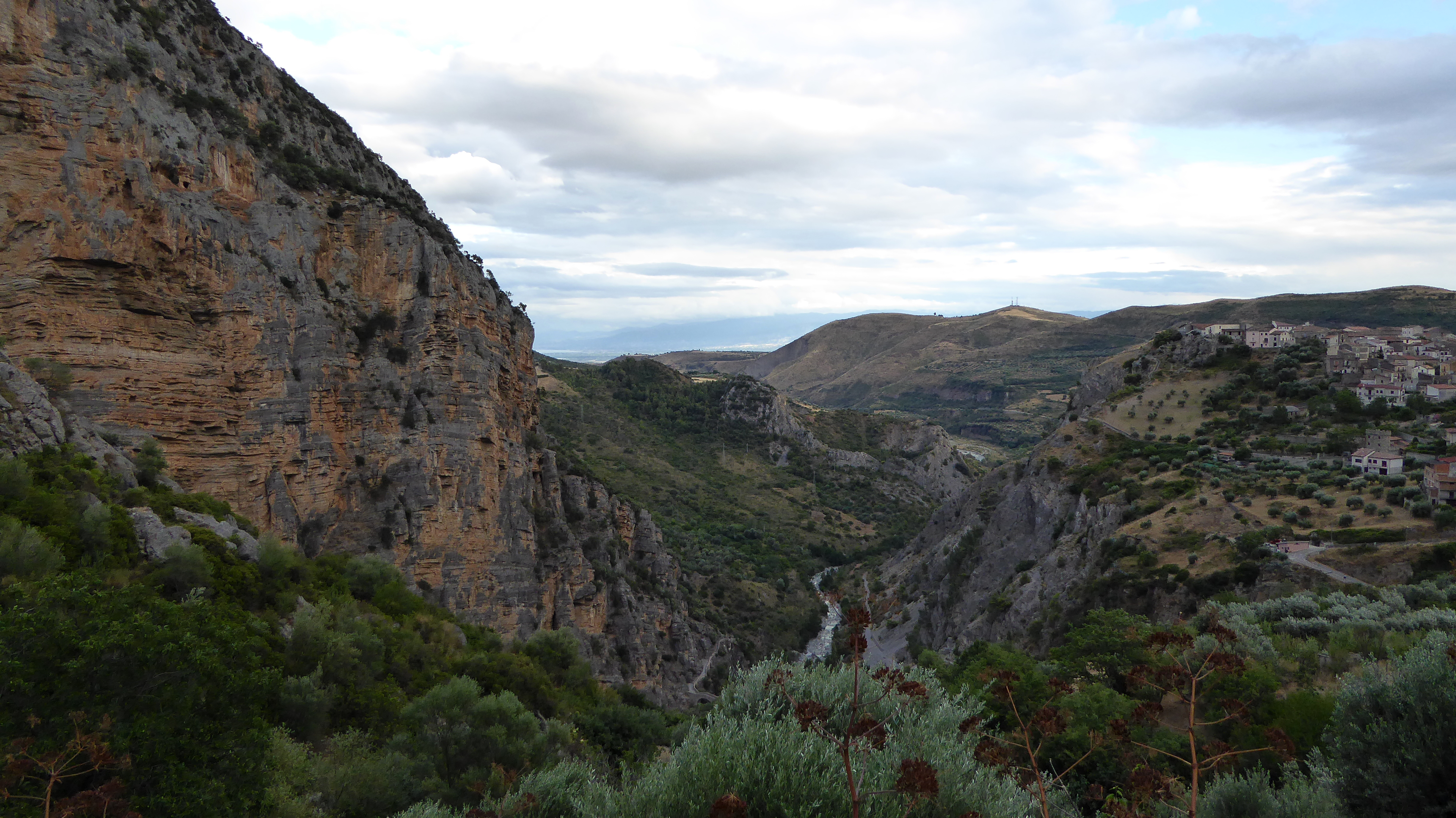
Gole del fiume Raganello

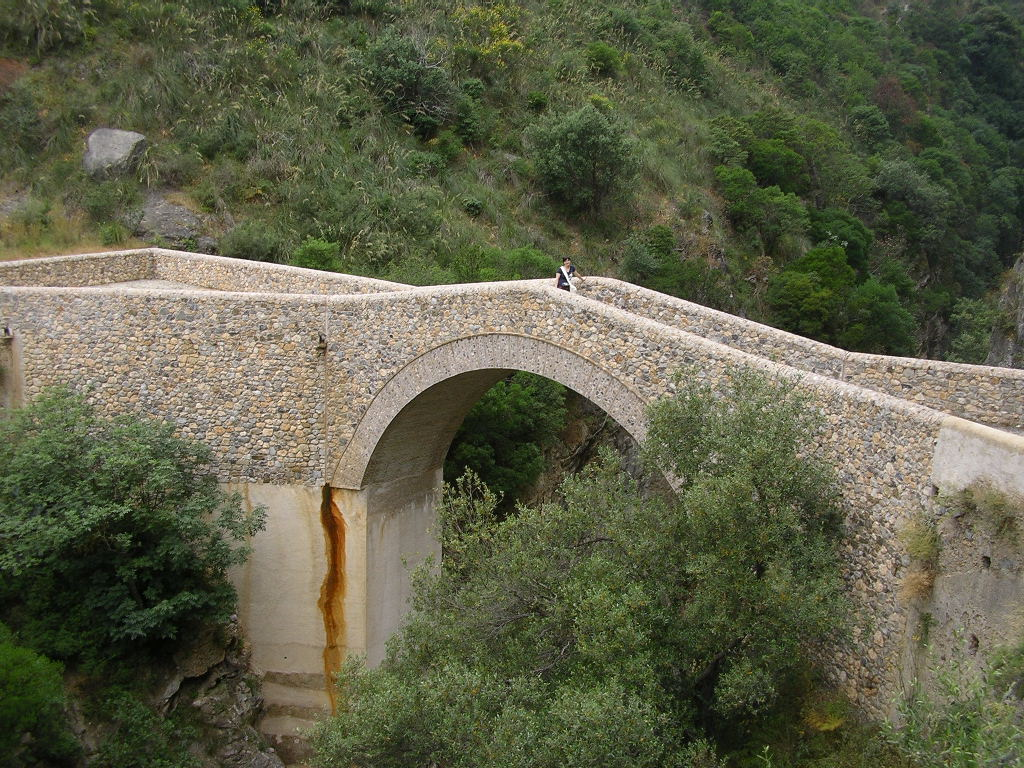
Il Ponte del Diavolo

Civita è un centro turistico noto per le sue bellezze naturali, le Gole del Raganello, la Timpa del Demanio, e il Parco del Pollino. 

## Società

### Evoluzione demografica
Abitanti censiti

### Religione
La Madonna del Rosario e San Biagio sono i patroni del paese con messa celebrata secondo il rito greco-bizantino.

### Tradizioni e folclore

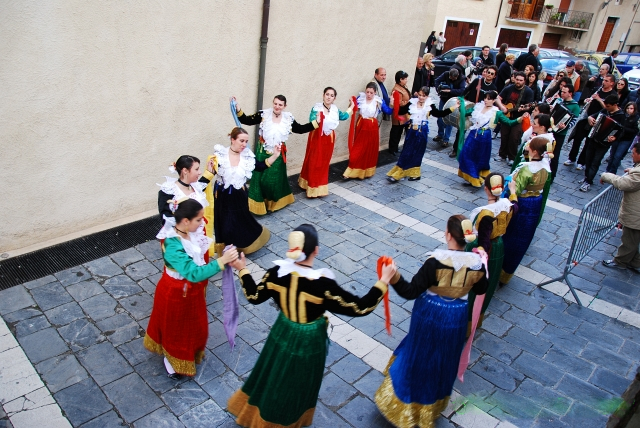
Valljet

- Le Vallje sono balli tipici popolari albanesi che si svolgono il martedì dopo Pasqua, formata da uomini e donne vestiti in costume tradizionale arbëresh, che tenendosi a catena per mezzo di fazzoletti e guidati all'estremità da due giovani, si snodano ballando per le caratteristiche vie del paese, per poi arrivare nella Piazza centrale. Qui si celebrano le vittorie del condottiero Giorgio Castriota Scanderbeg, attraverso danze che evocano battaglie e canti in lingua albanese. Le ragazze di Civita e altri gruppi provenienti dai paesi Arbëresh di tutta l'Arberia calabrese indossano i vestiti di gala in seta, impreziositi con galloni e preziosi ricami d'oro.
- I Kaminezit e Maj sono grandi falò che si preparano in diversi punti del paese nei primi tre giorni di maggio. Si brucia il lentisco e si intonano motti scherzosi e satirici creati al momento. Alla festa partecipano tutti i cittadini cantando e ballando intorno al fuoco, e non disdegnando del buon pane casareccio di Civita accompagnato dalla soppressata e annaffiato da dosi abbondanti di vino rosato del Pollino.

## Cultura

### Musei
Civita possiede diversi musei. Si può in primis visitare il "Museo Etnico Arbëreshë", che raccoglie testimonianze di una cultura minoritaria ma viva, quella dell’etnia albanese, legata alla tradizione religiosa bizantina e al mondo contadino. Il museo presenta diverse sezioni interessanti, come quelle sulla cultura materiale con oggetti della vita quotidiana, e sul costume degli albanesi d'Italia e d'Albania, con splendidi modelli arricchiti di ornamenti in oro. Un altro è il "Museo della Filanda", strumento azionato dall’acqua del fiume Raganello, la vecchia filanda conserva i macchinari di fabbricazione tedesca della fine dell’Ottocento e l'"Ecomuseo del Paesaggio della Valle del Raganello", ospitato nell’antico palazzo castellano, sede dei primi signori di Civita.

### Cinema
Alcune riprese del film su Gioacchino da Fiore Il Monaco che vinse l'Apocalisse di Jordan River sono state girate a Civita, sulle gole del fiume Raganello.

## Economia

### Turismo
Civita fa parte dell'associazione I borghi più belli d'Italia, e ha ricevuto il riconoscimento del Touring Club Italiano bandiera arancione.

## Amministrazione

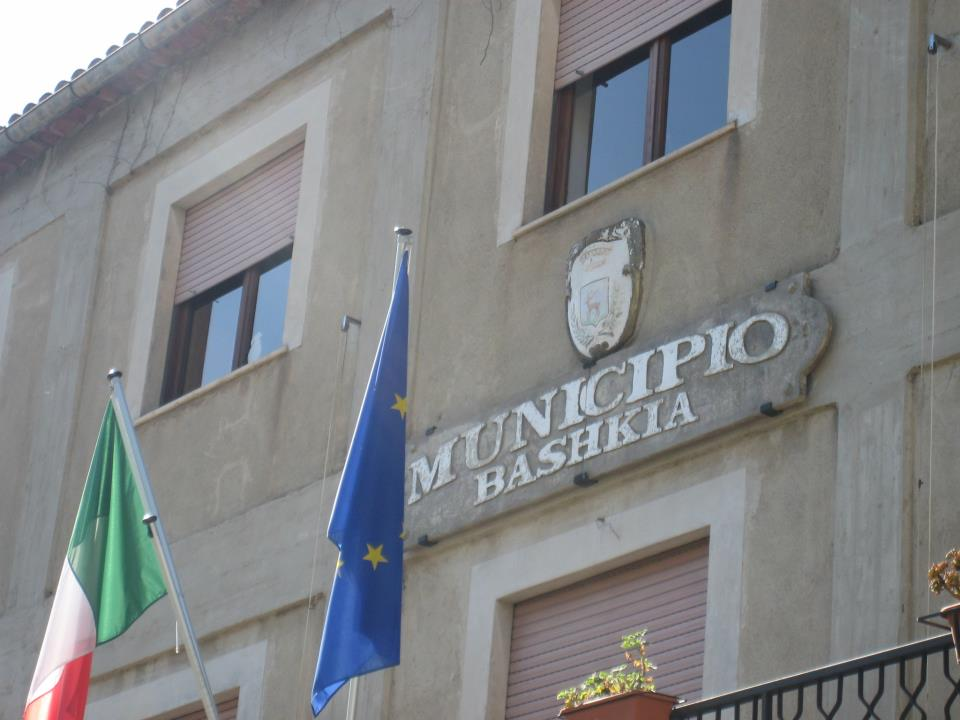
Municipio (Bashkia)